# 门球

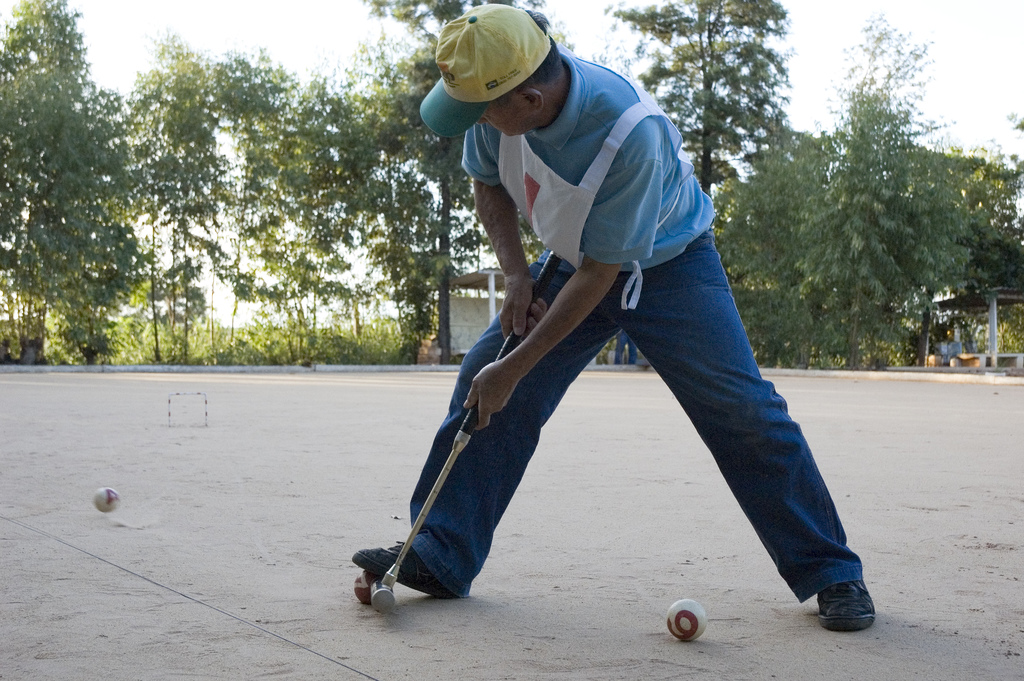
正在玩門球的球員

门球（日语：ゲートボール，羅馬化：Gētobōru）是一项多人参加的用槌击打小球过小门的竞技娱乐性体育项目，特别受到中老年人的喜爱。
门球一般在长20-25米，宽15-20米的场地中进行，参与者分为两队，一队一般为5人。比赛采取记分形式判断胜负。门球场地中有三个门一个柱，每位球手的球过一门得1分，三门都通过后球撞柱可得2分。每场比赛一般为30分钟，比赛结束时得分较高的一方获胜。
门球起源于日本芽室町，由鈴木和伸（本名鈴木栄治）于1947年发明，他借鉴了英国传统槌球（Croquet）运动（起源于14世纪）。1983年门球被介绍到中国，同样受到中老年人的欢迎。目前门球在世界上估計有超过1,000万的爱好者。